# 下喉頭神経
下喉頭神経（かこうとうしんけい）（羅名 N. laryngeus inferior）は、第6頸椎の高さで反回神経から分枝した神経で輪状軟骨と線維軟骨の間で喉頭に入ってその中で後背枝と前腹枝に分かれ喉頭筋を支配する。

## 支配筋
- 後輪状披裂筋
- 外側輪状披裂筋
- 甲状披裂筋